# Cora Beatríz Excelente Toledo
Cora Beatríz Excelente Toledo es una experta en el campo de la informática avanzada en México que desempeñado el cargo de directora general del Laboratorio Nacional de Informática Avanzada (LANIA) en el estado de Veracruz.

## Trayectoria
La Dra. Cora Beatríz Excelente Toledo ha dedicado gran parte de su carrera al estudio y la investigación en el campo de la informática avanzada. Desde 1999 investiga en el campo de los sistemas multiagente y posteriormente obtuvo su título de doctora en Informática en la Universidad de Southampton (Reino Unido) en 2003.
En el año 2005 se incorporó al Laboratorio Nacional de Informática Avanzada, dentro del Departamento de Ciencias de la Computación, Veracruz, México y finalmente siendo en el 2012 nombrada como directora de la misma.
Desde su nombramiento como directora general de LANIA, la Dra. Cora ha liderado iniciativas enfocadas en promover la colaboración interdisciplinaria y el desarrollo de soluciones tecnológicas de alto impacto.

## Investigaciones
La Dra. Cora Beatríz Excelente Toledo ha realizado investigaciones en el ámbito de la inteligencia artificial (IA) y su aplicación en procesos electorales, particularmente en relación con el Instituto Nacional Electoral (INE) de México para proponer soluciones que podrían mejorar la organización y transparencia de las elecciones en el país sugiriendo que el INE debería aprovechar las capacidades de la inteligencia artificial para optimizar la organización de las elecciones. La propuesta incluye el uso de tecnologías avanzadas para mejorar la logística, la seguridad y la eficiencia de los procesos electorales, con el objetivo de garantizar una mayor participación ciudadana y una mayor confiabilidad en los resultados.
La visión de la Dra. Cora Beatríz Excelente Toledo en este sentido ha sido clave, ya que su liderazgo en el Laboratorio Nacional de Informática Avanzada (LANIA) le ha permitido explorar el potencial de la IA en la mejora de sistemas electorales. 